# Riccardo Misasi

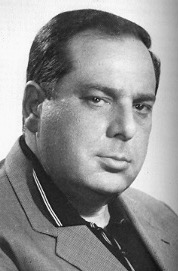
Riccardo Misasi

Riccardo Misasi (* 14. Juli 1932 in Cosenza, Provinz Cosenza; † 21. September 2000) war ein italienischer Politiker der Democrazia Cristiana (DC), der zwischen 1958 und 1994 Mitglied der Abgeordnetenkammer (Camera dei deputati) war. Er bekleidete mehrere Ministerämter in verschiedenen Regierungen.

## Leben

### Mitglied der Abgeordnetenkammer und Unterstaatssekretär
Misasi absolvierte nach dem Schulbesuch ein Studium der Rechtswissenschaften am Collegio Augustinianum der Katholischen Universität vom Heiligen Herzen (Università Cattolica del Sacro Cuore) in Mailand. Er wurde als Kandidat der Democrazia Cristiana (DC) bei den Wahlen vom 25. Mai 1958 erstmals zum Mitglied der Abgeordnetenkammer (Camera dei deputati) gewählt, der er fast 36 Jahre lang bis zu den Wahlen am 28. März 1994 angehörte.
Während seiner langjährigen Parlamentszugehörigkeit war er in der dritten Legislaturperiode zwischen Juni 1958 und Mai 1963 Mitglied des Justizausschusses. Zugleich war er von Juli 1959 bis Juni 1962 Mitglied des Ausschusses für Verfassungsangelegenheiten, Staatsorganisation, Regionen und allgemeine Ordnung des öffentlichen Dienstes. In der vierten Legislaturperiode gehörte er von Juli 1963 bis Januar 1964 dem Ausschuss für Landwirtschaft und Forsten an.
Am 8. Dezember 1963 übernahm Misasi sein erstes Regierungsamt im ersten Kabinett Moro, und zwar als Unterstaatssekretär im Justizministerium (Sottosegretario di Stato a Grazia e Giustizia). Diesen Posten bekleidete er auch im darauf folgenden zweiten und dritten Kabinett Moro bis zum 24. Juni 1968. Während der fünften Legislaturperiode war er zwischen Juli und Dezember 1968 Mitglied und zugleich Vorsitzender des Ausschusses für Unterricht und schöne Künste. Danach war er von Juli 1968 bis Mai 1972 Mitglied des Ausschusses für öffentliche Arbeiten.

### Minister
Am 5. August 1969 wurde Misasi von Ministerpräsident Mariano Rumor in dessen zweites Kabinett als Außenhandelsminister (Ministro del Commercio con l’Estero) erstmals in ein Ministeramt berufen und übte dieses Ministeramt bis zum 27. März 1970 aus. Im darauf folgenden dritten Kabinett Rumor sowie im Kabinett Colombo und im ersten Kabinett Andreotti bekleidete er zwischen dem 27. März 1970 und dem 26. Juni 1972 das Amt des Ministers für öffentlichen Unterricht (Ministro della Pubblica Istruzione).
Misasi gehörte in der sechsten Legislaturperiode zwischen Mai 1972 und Januar 1975 dem Ausschuss für Industrie, Handel, Handwerk und Außenhandel an und war zugleich von Juli 1972 bis Januar 1975 Vorsitzender dieses Ausschusses. Danach war er von Januar 1975 bis zum Ende der siebten Legislaturperiode im Juni 1979 Mitglied und zugleich Vorsitzender des Justizausschusses. Während der achten Legislaturperiode war er zwischen Juli 1979 und Juli 1981 erneut Mitglied des Ausschusses für Verfassungsangelegenheiten, Staatsorganisation, Regionen und allgemeine Ordnung des öffentlichen Dienstes. Anschließend gehörte er von Juli 1981 bis Januar 1984 abermals dem Ausschuss für Industrie, Handel, Handwerk und Außenhandel an.
In der neunten Legislaturperiode war er zwischen Januar 1984 und Juli 1987 Mitglied des Ausschusses für Unterricht und schöne Künste. Während der zehnten Legislaturperiode gehörte er zunächst von August 1987 bis Dezember 1991 erneut dem Justizausschuss als Mitglied an. Im Kabinett De Mita war Misasi zwischen dem 13. April 1988 und dem 22. Juli 1989 Unterstaatssekretär beim Ministerpräsidenten und Sekretär des Ministerrates (Sottosegretario di Stato alla Presidenza del Consiglio). Anschließend war er im sechsten Kabinett Andreotti vom 22. Juli 1989 bis zum 27. Juli 1990 Minister ohne Geschäftsbereich für Sondermaßnahmen in Süditalien (Ministro senza Portafoglio per gli interventi straordinari nel Mezzogiorno). Im siebten Kabinett Andreotti bekleidete er zwischen dem 12. April 1991 und dem 28. Juni 1992 erneut das Amt des Ministers für öffentlichen Unterricht. Daneben war er von Dezember 1991 bis zum Ende der elften Legislaturperiode im April 1994 Mitglied des Ausschusses für Auswärtiges und Angelegenheiten der Europäischen Gemeinschaft.